# Рыцарь в блестящих доспехах
«Рыцарь в блестящих доспехах» (англ. The Knight in White Satin Armor) — двадцать пятый эпизод телесериала канала HBO «Клан Сопрано» и двенадцатый во втором сезоне шоу. Сценарий написали Робин Грин и Митчелл Бёрджесс, режиссёром стал Аллен Култер, а премьера состоялась 2 апреля 2000 года.

## В ролях
- Джеймс Гандольфини — Тони Сопрано
- Лоррейн Бракко — д-р Дженнифер Мелфи
- Эди Фалко — Кармела Сопрано
- Майкл Империоли — Кристофер Молтисанти
- Доминик Кьянезе — Коррадо Сопрано-мл.
- Винсент Пасторе — Пусси Бонпенсьеро
- Стивен Ван Зандт — Сильвио Данте
- Тони Сирико — Поли Галтьери *
- Роберт Айлер — Энтони Сопрано-мл. *
- Джейми-Линн Сиглер — Медоу Сопрано
- Дреа де Маттео — Адриана Ля Сёрва
- Дэвид Провал — Ричи Април
- Аида Туртурро — Дженис Сопрано
- Нэнси Маршан — Ливия Сопрано

### Приглашённые звёзды
- Джо Пенни — Виктор Мусто
- Джо Лиси — Дик Барон
- Луи Ломбарди — Скип Липари
- Ричард Портноу — прокурор Мелвойн
- Фрэнк Пеллегрино — Фрэнк Кубитосо
- Оксана Лада (Babiy в титрах) — Ирина Пельцин
- Федерико Кастеллуччио — Фурио Джунта
- Стив Ширрипа — "Бакала" Баккалиери
- Алла Клюка — Светлана
- Шэрон Анджела — Розали Април
- Каталин Пота — Лиллиана
- Морин Ван Зандт — Габриэлла Данте
- Энди Бланкенбюлер — Ричи Април-мл.
- Джейсон Чербоне — Джеки Април-мл.
- Ричард Мэлдоун — Альберт Барезе
- Эдриан Мартинес — Рамон

## Сюжет
Тони Сопрано пытается порвать с Ириной Пельцин и настаивает на том, что она заслуживает большего, чем быть его любовницей. Ирина угрожает покончить жизнь самоубийством, если он бросит её, но он уходит. Тони позже получает звонок от кузины Ирины, Светланы Кириленко, которая сообщает ему, что Ирина пыталась покончить с собой, выпив таблетки и водку. Тони навещает её в больнице и говорит ей, что ей нужна профессиональная психологическая помощь. Тони затем обсуждает Ирину с доктором Мелфи и спрашивает, может ли она найти ей подходящего терапевта. В попытке оказаться в более позитивном свете, когда Кармела обвиняет его в продолжающейся неверности, Тони признаётся в случае самоубийства Ирины, но Кармела становится ещё более озлобленной. Чтобы загладить свою вину перед Ириной, Тони отправляет Сильвио Данте к ней домой, чтобы вручить ей на прощанье пакет с 75 000 долларов. Сильвио, вместе со Светланой, кажется убедили её идти по жизни дальше.
В магазине для новобрачных, в то время как Дженис сияет в предвкушении предстоящего брака с Ричи, Кармела комментирует, что уже через год, Дженис придётся принять комаре. Дженис отвечает Кармеле, что Ричи никогда не пойдёт «на сторону»  так как никакая другая не позволит ему приставлять пистолет к ее голове, когда они занимаются сексом. На вечеринке в честь помолвки Ричи Априла и Дженис, Ричи говорит о своей любви к Дженис и выражает благодарность за то, что он вступает в великую семью. Став свидетелем любви и счастья пары, Кармела убегает на кухню, где она истерически рыдает. На следующий день, Кармела обнаруживает Вика Мусто в магазине красок, где она благодарит его за то, что он не появился на их предполагаем обеде, так как она сделала бы вещи, о которых она бы потом пожалела.
"Биг Пусси" Бонпенсьеро начинает относиться к своей работе информатора ФБР серьёзно, начиная чувствовать ещё большее негодование по отношению к Тони. Сначала он носит микрофон на помолвке Ричи и Дженис, а затем информирует своего куратора из ФБР об украденных авиабилетах и о запланированном Тони банкротстве спортивного магазина Дэвида Скатино. Однако, Пусси начинает разрабатывать нереальный образ своей новой роли. Когда он узнаёт, что Кристофер Молтисанти угонит машины вместе со своим сообщником, нацелившись на поставку карточек Pokémon, Пусси пытается вести своё собственное наблюдение и следовать за ним до ограбления, но попадает в аварию, в которой сбивает велосипедиста, оказывающегося в коме и повреждает себе колено. В больнице, его куратор в ФБР, Скип Липари, напоминает Пусси, что он не полицейский, и что он должен сосредоточиться исключительно на предоставлении информации о Тони.
Раздражение Ричи к Тони растёт, когда тот приказывает ему прикрыть продажу кокаина водителями мусорных грузовиков на принадлежащих ему маршрутах. Ричи приходит к Джуниору Сопрано и предлагает убить Тони, но Джуниор не решается, сознавая свою собственную неспособность сделать это в прошлом году, и своё предварительное примирение с племянником с тех пор. Когда Ричи настаивает, что он может получить поддержку от других недовольных команд, таких как Барезе, Джуниор наконец даёт одобрение. Ричи навещает Альберта Барезе, действующего капо команды Барезе с момента обвинительного заключения его кузена Ларри Боя, чтобы попытаться заручиться его поддержкой, но Альберт отклоняет идею убийства Тони и отказывается. Джуниор впоследствии предлагает Ричи, что они должны подождать и рассмотреть варианты - но как только Ричи отходит, Джуниор обдумывает ситуацию ещё раз и приходит к выводу, что неудачная попытка Ричи "продать" план устранения Тони Альберту Барезе свидетельствует о его неспособности для такого сложного дела. Он в конечном счёте решает, что нахождение Ричи у власти причинило бы ему ещё больше неприятностей, и информирует Тони о планах Ричи устранить его. Узнав об этом, Тони просит у Сильвио совета о том, что делать с Ричи, и Сильвио высказывается, что не видит никакой пользы от Ричи. Сильвио приказано спланировать убийство.
Раздосадованный неудачей, Ричи возвращается домой, чтобы поужинать с Дженис. Он становится ещё более взбешённым, когда Дженис сообщает ему, что Тони отказывается от того, чтобы дети были рядом с ним после ситуации с Бинси Гета, и полагает, что Ричи плохо влияет на них. Ричи выражает отвращение к карьерному пути его сына, Ричи-младшего, в качестве танцора и его возможной сексуальной ориентации. Когда Дженис обижается, говоря, что её не волнует, если "Маленького Рикки" считают геем, он заглушает её ударом в рот. Дженис приходит в бешенство и убивает Ричи из его собственного пистолета. В панике она звонит Тони. Тони приезжает и находит мёртвое тело Ричи, вызывает Кристофера Молтисанти и Фурио Джунта, чтобы избавиться от тела Ричи, что они и делают, расчленив труп Ричи мясо-режущим оборудованием из Satriale's.
Утром, Тони встречает свою мать, впервые после её инсульта в Грин Гроув. Тони объясняет, что Ричи ушёл; Ливия улыбается обезумевшей Дженис и говорит, что она знала, что это продлится недолго. Мать и сын обмениваются обидными упрёками, и Ливия говорит Тони, что он жестокий, но её сын отказывается показать ей хоть какое-то сострадание и уходит. По пути он спотыкается и падает на дорожку, выронив пистолет, что мгновенно сменяет плач Ливии на едкий смех. Тони затем покупает Дженис билет на автобус обратно в Сиэтл, и издевается  над ней, когда она спрашивает, как похоронили Ричи, и они кратко задумываются о природе своей семьи.
Тони рассказывает Кармеле про внезапное исчезновение Ричи и переезд Дженис, и он намекает на то, что Ричи не вернётся, избегая подробностей. Понимая его причастность, Кармела шокирована, но вскоре продолжает разговор и сообщает Тони, что она и Розали Април хотят отправиться в Рим, чтобы посмотреть достопримечательности и, возможно, самого Папу Римского. Кармела просит Тони, чтобы он был "шофёром" Энтони-младшему, и чтобы он нашёл Медоу подходящий теннисный лагерь, пока она в отъезде, издевательски заявляя, что она "покончит с собой", если он не согласится отпустить её, намекая на историю с Ириной.

## Впервые появляются
- Джеки Април-мл.: племянник Ричи и сын Розали Април и покойного Джеки Априла-мл.
- Альберт Барезе: действующий капо команды Березе, в то время как его кузен Ларри Бой Барезе находится под следствием.
- Светлана Кириленко: кузина подружки Тони, Ирины.

## Смерти
- Ричи Април: застрелен Дженис после того, как он ударил её по лицу за то, что она защищала его сына.

## Название
- Название эпизода является цитатой, сказанной Ириной о американском женихе её кузины, Билле, который хорошо с ней обращается. Ирина впервые эту фразу говорит в эпизоде первого сезона, "Колледж".

## Производство
- Благодаря обучению Дэвида Провала как боксёра-дилетанта, он обладал способностью судить о расстоянии его удара. Следовательно, сцена, где Ричи ударяет Дженис, была снята без дублёров.

## Музыка
- Песня, играющая во время финальных титров и во время помолвки Ричи и Дженис - "I Save the World Today" (1999) Eurythmics.
- "The Memory Remains" Metallica можно услышать на заднем плане в Bada Bing.

## Награды
- Аллен Култер был номинирован на премию «Эмми» за лучшую режиссуру драматического сериала за режиссуру "Рыцаря в блестящих доспехах". Митчелл Бёрджесс и Робин Грин были номинированы за лучший сценарий драматического сериала, а Уильям Б. Стич получил номинацию за лучший монтаж в драматическом сериале.